# Matamoros (Tamaulipas)
Heroica Matamoros (Nederlands: Heldhaftig Matamoros) is een stad in de Mexicaanse deelstaat Tamaulipas. Matamoros heeft 422.711 inwoners (census 2005) en is de hoofdplaats van de gemeente Matamoros.
De stad ligt in het uiterste noordoosten van Mexico aan de Rio Grande tegenover de Texaanse stad Brownsville. Als grensstad is Matamoros erg op de Verenigde Staten georiënteerd. Dit uit zich in het feit dat er veel op Amerikanen gerichte winkels en restaurants zijn. Ook werken er tegenwoordig veel inwoners in de maquiladora-industrie.
De stad is de zetel van het rooms-katholieke bisdom Matamoros.

## Geschiedenis
Van de vroege geschiedenis van het gebied waar nu Matamoros ligt, is niet veel bekend. Men weet dat er van de 16e tot de eerste helft van de 18e eeuw enkele expedities zijn geweest. De Spaanse ontdekkingsreiziger Alonso Alvarez de Pineda was in 1519 de eerste Europeaan die de uiteinden van de Rio Grande bereikte. Veel later in 1686 was er een andere expeditie naar het gebied onder leiding van Alonso de León om te onderzoeken of de Rio Grande er bevaarbaar was. In 1706 werd aan het gebied de naam Paraje de los Esteros Hermosos (Plek van de Prachtige Riviermondingen) gegeven. Ondanks deze blijk van waardering voor het landschap trok men in 1747 nog bij een nieuwe expeditie de conclusie dat het ongeschikt was voor verdere kolonisatie vanwege regelmatige grote overstromingen van de rivier.
1774 geldt als het stichtingsjaar van de stad. Dertien families (waarvan twaalf afkomstig uit Reynosa) begonnen er samen een congregatie, San Juan de los Esteros Hermosos, die langzaam uitgroeide tot een stadje dat in 1826 zijn huidige naam kreeg. Het werd vernoemd naar een held van de Mexicaanse Onafhankelijkheidsoorlog Mariano Matamoros.
Een periode van bloei brak aan doordat onder het bewind van president Benito Juárez er een vrijhandelszone werd ingesteld, maar al in 1867 kwam deze tot een einde door een grote orkaan die de stad teisterde. Dit had een grote uittocht uit de stad tot gevolg en een periode van economische stagnatie. Van 1870 tot 1889 bleven orkanen de stad teisteren.
Een nieuwe periode van economische vooruitgang beleefde Matamoros van 1948 tot 1962 door de productie van katoen.

## Trivia
- In december 2004 was er voor het eerst in de geschiedenis een witte kerst in Matamoros.

## Geboren
- Manuel González (1833-1893), president van Mexico